# Charles Vos (kunstenaar)
Charles Vos (Brussel, 9 mei 1860 - aldaar, 1939) was een veelzijdig figuur uit de Brusselse kunstwereld rond 1900: kunstschilder, kunsthandelaar, galerist, uitgever. Zijn veelzijdigheid maakt van hem een boeiend figuur.

## Levensloop
Over zijn jeugd en opleiding is niets geweten. 
Hij noemde zichzelf kunstschilder maar er is tot op heden geen schilderwerk van hem gekend en blijkbaar was hij nooit leerling van de Brusselse Academie. Het geïllustreerde titelblad in het boek Contes van Jules Vander Brugghen uit 1886 stelt een skelet met zeis voor dat het woord "finis" kerft in een boomstam in een verder volledig kaal landschap bij ondergaande zon. Het is getekend "C. Vos" wat mogelijk voor Charles Vos staat. Ook is geweten dat hij ontwerper was van decors en kostuums voor de Muntschouwburg in Brussel.
Op andere tijdstippen noemde hij zich handelaar in tweedehandsboeken, schilderijen, antiek, prenten  en uitgever van boeken en drukgrafiek.
Gekende uitgaven van Vos zijn:
- Une messe de minuit (tekst van Théo Hannon; ill. van Amedée Lynen) (ca. 1887-1888)
- Kermesse (tekst van Félicien Rops; ill. van Amedée Lynen ; voorwoord van Eugène Demolder) (1889)
- Maxime, a chimerical tale (tekst van Arnold Goffin) (1890)
- Le fou raisonnable (tekst van Arnold Goffin) (1892)
- Les récits de Nazaret (tekst van Eugène Demolder) (1893)
- Le Thyrse. Prose florencées (tekst van Arnod Goffin) (1897)
- Champ de foire (tekst van Eugène Demolder)
- Contes au perron (tekst van Hubert Stiernet)
- Uitgifte van een album met tien kleurlitho's, illustraties bij Baudelaires Fleurs du Mal van Georges de Feure (mei 1898)

Maar de stelling dat hij zélf prenten drukte – voor onder anderen James Ensor - berust hoogstwaarschijnlijk op een misverstand: het niet onderscheiden van het verschil tussen "uitgever" en "drukker". 
Hij was medewerker aan het satirisch tijdschrift Le Diablotin dat in 1893 van naam veranderde tot Le Diable au corps (publicatie stopgezet in 1895). Hij was ook een spilfiguur in het Brusselse cabaret "Le Diable au Corps".
Vos startte in 1898 een nieuwsblad Le Journal des Ventes. Hij maakte er publiciteit voor met een mooie art-nouveau-affiche, getekend door Georges De Feure.
Vos  opende op 26 december 1896 een veilings- en tentoonstellingshuis in de Putterijstraat in Brussel: de "Vos-Hall". Voor het banket naar aanleiding van de opening van dit etablissement maakt James Ensor de ets Menu voor Charles Vos.

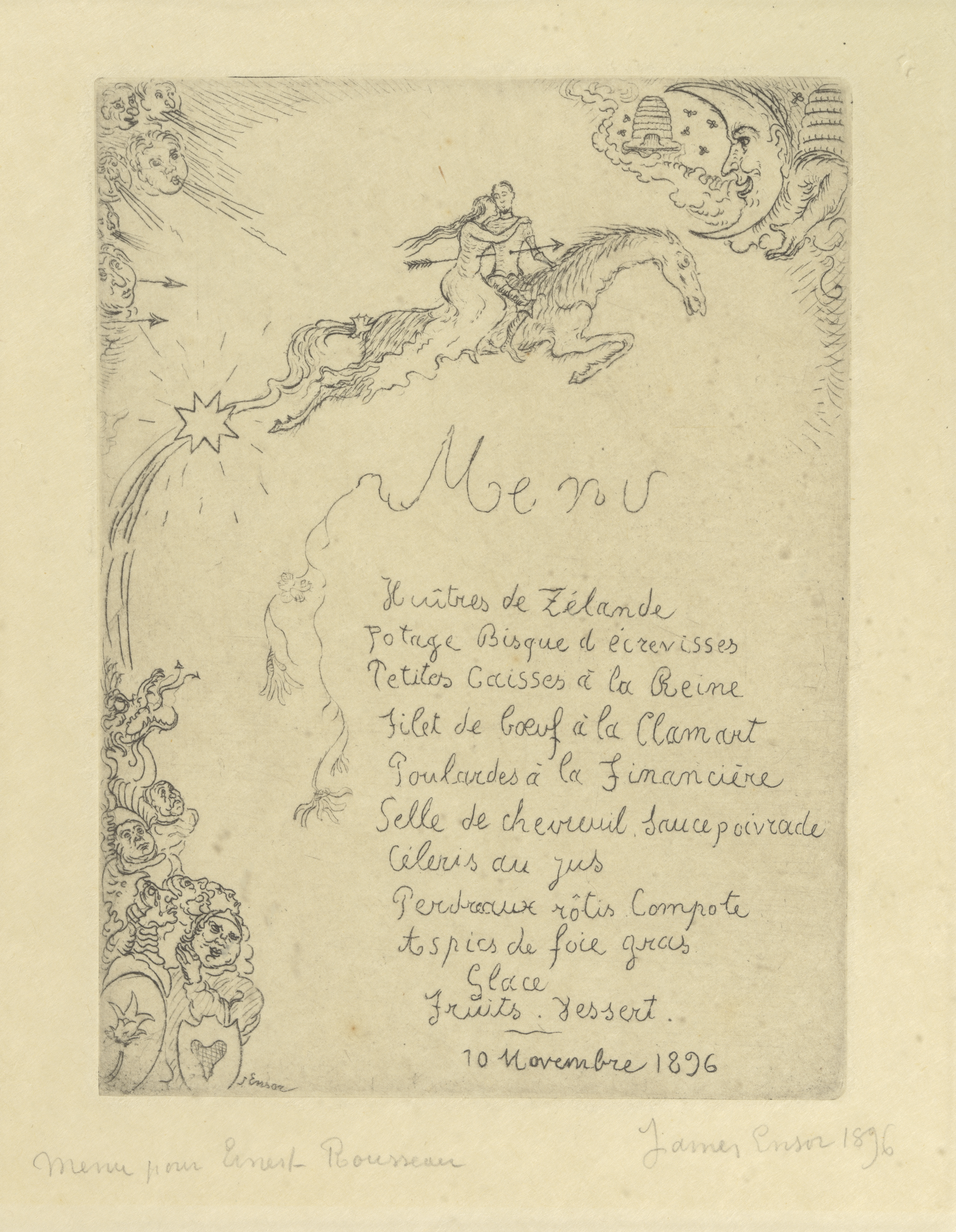
Spijskaart (1896) voor Charles Vos door James Ensor

In 1911 vestigde hij zich als handelaar in schilderijen op de Coudenberg 22. Rond 1918-1920 werd hij blind.
Vos was gehuwd met Marie Driessen in 1880. Ze hadden een zoon Charles-Louis.

## Verzamelaar
Vos verzamelde kunst en bezat etsen van onder anderen Ensor en Rops met wie hij bevriend was. Hij zou Ensors schilderij De baden van Oostende bezeten hebben. Ensor droeg hem een exemplaar van zijn album met etsen Douze Eaux-Fortes op (het N°1 met opdracht A mon excellent camarade Charles Vos. En témoignage de ma haute estime. James Ensor. Bruxelles 20 mars 1896). Ensor voorzag op 7 september 1912 een exemplaar van zijn ets Christus in de schuit van een lange opdracht aan Vos  herinnerend aan de goede tijd van het cabaret "Le Diable au Corps".
De veiling  van de nalatenschap van Charles Vos was in de Galerie Georges Giroux in Brussel op 19-20 mei 1939.